# مونترامنت
مونترامنت (انگلیسی: Montromant) 
مونترامنت یکی از بخش ها در شرق فرانسه است.